# Maquipucuna Biological Reserve
Maquipucuna Biological Reserve är ett naturreservat i Ecuador.   Det ligger i provinsen Pichincha, i den centrala delen av landet, 40 km nordväst om huvudstaden Quito.